# Катыдпом (Княжпогостский район)
Катыдпом — деревня в Княжпогостском районе республики Коми в составе сельского поселения Шошка.

## География
Находится на левом берегу реки Вымь на расстоянии примерно 23 км на север-северо-запад по прямой от центра района города Емва.

## История
Упоминается с 1918 года, когда здесь жили 174 человека. В 1960—1980-х годах население деревни быстро сокращалось.

## Население
Постоянное население составляло 1 человек (русские 100 %) в 2002 году, 2 в 2010.